# Ringpuffer
Ein Ringpuffer bzw. Ringspeicher ist ein Verfahren in der Informatik, bei dem Daten kontinuierlich in einen Speicher mit fester Größe gespeichert werden. Wenn der Speicher voll ist, werden die ältesten Inhalte überschrieben. Dies führt dazu, dass die Daten nur für einen begrenzten Zeitraum zur Verfügung stehen. Bei grafischer Darstellung dieses Vorgangs erhält man zwangsläufig eine Ringform, woher diese Technik ihren Namen hat. 

## Verwendung als Pufferspeicher
Typischerweise sind Tastatur-Eingaben bei PCs über Ringpuffer realisiert. Eingaben werden zunächst asynchron im Interrupt-Verfahren entgegengenommen und als Rohdaten im Tastaturpuffer abgelegt, danach im Programmablauf bei Bedarf per API-Funktion abgerufen. Wenn der Zeiger auf Ende den Zeiger auf Anfang erreicht und damit beide Zeiger identisch werden, ist der Puffer leer. Im umgekehrten Fall ist der Puffer voll, die betreffende Eingabe wird im Interrupt verworfen und akustisch signalisiert.

## Verwendung als Speichermedium
Ringpuffer werden vorwiegend in der elektronischen Verarbeitung von Sensorendaten verwendet. In der Sicherungstechnik werden Ringpuffer verwendet, da das Verfahren die Kosten für das Aufnahmemedium um einen erheblichen Faktor senkt. Videoüberwachungssysteme sind  meist mit einem Ringspeicher ausgestattet, der z. B. die letzten 30 Minuten speichert. 
Auch Flugschreiber in Flugzeugen sind in der Regel Ringspeicher, sodass nach einem Absturz die in den letzten Tagen aufgezeichneten Messwerte beziehungsweise die in den letzten Flugminuten aufgezeichneten Sprachaufzeichnungen vorhanden sind.